# HD 30562
Mouhoun eller HD 30562 är en ensam stjärna belägen i den norra delen av stjärnbilden Eridanus. Den har en  skenbar magnitud av ca 5,77 och är svagt synlig för blotta ögat där ljusföroreningar ej förekommer. Baserat på parallax enligt Gaia Data Release 2 på ca 38,2 mas, beräknas den befinna sig på ett avstånd på ca 85 ljusår (ca 26 parsek) från solen. Den rör sig bort från solen med en heliocentrisk radialhastighet på ca 79 km/s.

## Nomenklatur
Stjärnan HD 30562 gavs namnet Mouhoun av Burkina Faso i NameExoWorlds-kampanjen, under IAU:s 100-årsjubileum. Mouhoun, även kallad Volta Noire, är den största floden i Burkina Faso.

## Egenskaper
HD 30562 är en gul till vit stjärna i huvudserien av spektralklass F8 V. Den har en massa som är ca 1,3 solmassor, en radie som är  ca 1,6 solradier och har ca 2,8 gånger solens utstrålning av energi från dess fotosfär vid en effektiv temperatur på ca 6 000 K.

## Planetsystem
I augusti 2009 upptäcktes en Jupiterliknande planet som cirkulerar i en mycket excentrisk bana kring HD 30562. Planeten, HD 30562 b, har en massa av ≥1,373 ± 0,047 Jupitermassor och en omloppsperiod av 1 159,2 ± 2,8 dygn.